# Christian August Blezinger

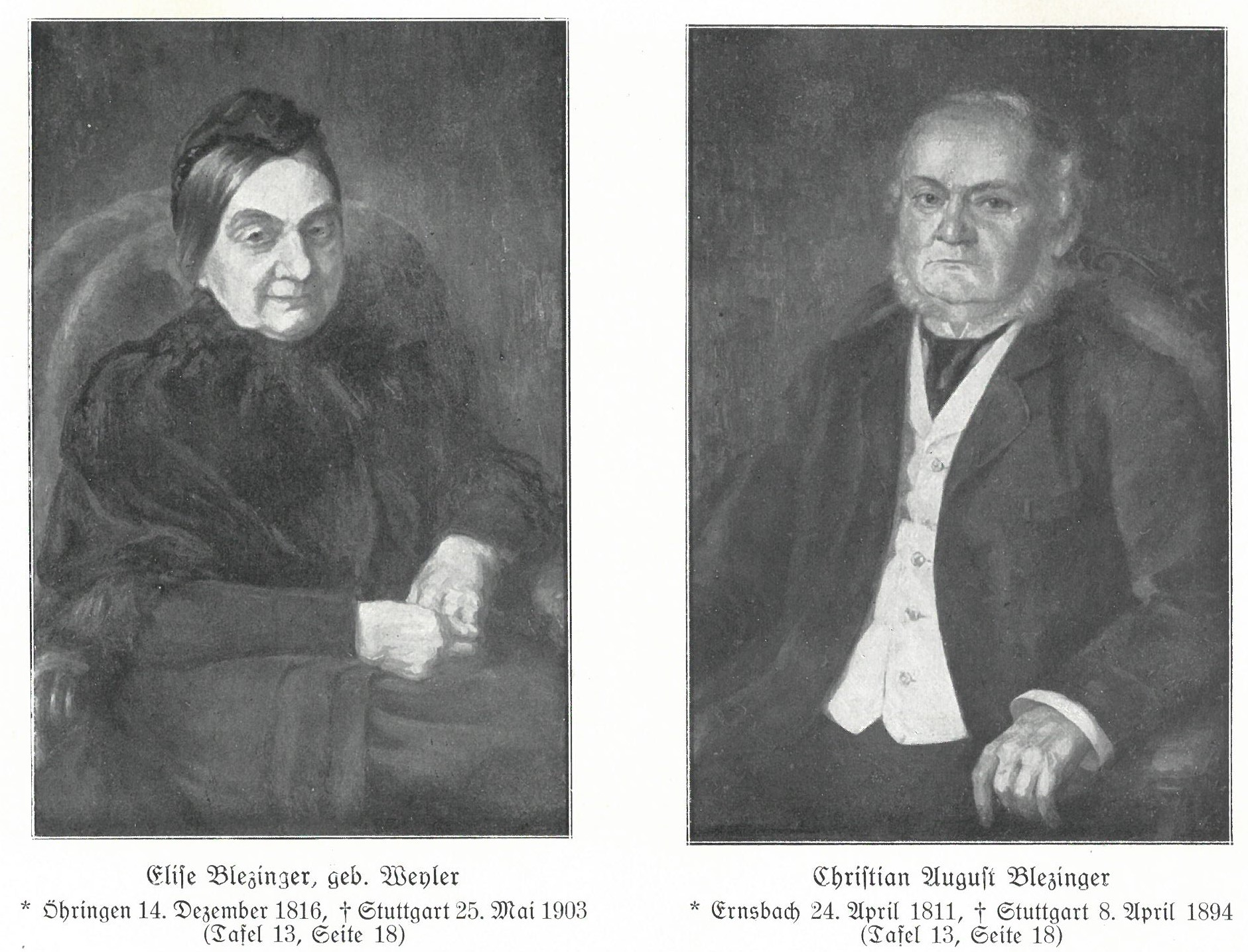
Christian August Blezinger (1811–1894) mit Ehefrau Elise Weyler (1814–1903)

Christian August Blezinger (* 24. Januar 1811 in Ernsbach; † 8. April 1894 in Stuttgart) war ein Eisenwerksbesitzer in Ernsbach und später Baumwollfabrikant in Urspring.

## Herkunft und Ausbildung
Christian August Blezinger war ein Sohn des Christian Friedrich (Philipp) Blezinger und der Johanna Friederike Blezinger. Die Familie Blezinger betrieb seit vier Generationen Eisenhämmer in Königsbronn. Gründungsvater des Familienbetriebs war der Urgroßvater August Blezingers namens Johann Georg Blezinger (1717–1795).
August Blezinger besuchte das Lyceum in Öhringen und studierte anschließend Hüttenwesen und Ingenieurwissenschaft am Polytechnikum in Karlsruhe, heute das Karlsruher Institut für Technologie (KIT).
Nach dem Tode seines Vaters († 25. Oktober 1829 im Alter von 61 Jahren) wurde sein siebzehn Jahre älterer Schwager (dieser war 35 Jahre alt) Karl Ludwig Wilhelm von Hofacker zu seinem Vormund bestimmt. Dieser hatte am 2. März 1829 August Blezingers ältere Schwester Jeanette Sofie Christiane (geb. Öhringen 2. Dezember 1808, † 20. September 1866) geheiratet.
Nach dem Abschluss seines Studiums praktizierte er in dem Werk der Familie Lossen in Michelbach im Odenwald. Nach seiner Praktikantenzeit erweiterte er seine Kenntnisse durch ausgedehnte Reisen zusammen mit seinem Freund, einem Sohn der Familie Lossen. In Oberschlesien besuchte er die Werke von Laurahütte, Gleiwitz und Kattowitz. In Gleiwitz unterrichtete er sich über den ersten dort mit Koks betriebenen Hochofen. Von Breslau aus besuchte er auch die polnischen Hüttenwerke. Anschließend zog es ihn ins rheinische Industriegebiet und nach Lothringen. In Frankreich besuchte er die Creusotschen Werke. Auf seiner Rückreise hielt er sich noch in Paris und Avignon auf.

## Eisenfabrikant in Ernsbach
Nach Beendigung seiner Reisen erneuerte er das Eisenwerk in Ernsbach, errichtete auch einen Kupferhammer, verkaufte aber alles 1853. Die Hauptursache war der technologische Wandel durch den Einsatz von Koks anstatt von Holzkohle und die Verlagerung der Eisenindustrie zu den Kokslagerstätten in Schlesien und im Rheinland.

## Fabrikant in Urspring von 1852 bis 1859
Blezingers Mutter Friederike war Hauptgläubigerin der in Konkurs gegangenen Baumwollweberei des Georg Reichenbach. Durch Kaufvertrag vom 30. Januar 1852 kaufte sie das Anwesen auf, mit der Absicht, die Fabrik ihrem Sohn August zu übergeben. Am 30. Juni 1853 übergab sie das gesamte Fabrikanwesen in Urspring testamentarisch an ihren Sohn August mit Wirkung mit 23. Mai 1855 im Anschlag von dreizehntausend Gulden. Wegen der in Urspring befindlichen Fabrikeinrichtung, Mobilien, Vorräte und des Inventars überhaupt, behielt sie sich vor, noch besondere Anordnungen zu treffen.

### Die Fabrikeinrichtung von 1852 bis 1861/62
1852, mit der Übernahme der Fabrik durch Blezinger, trat die Fabrik in ihre dritte Bauphase ein: in diesem Jahr wurde die gescheiterte Kunstbleiche in der Mühle und im Brauhaus entfernt und die Webstühle aus den Klausurflügeln wieder in ebendieses Wirtschaftsgebäude transferiert. Die Klausur, in der sich bis 1852 die Weberei befand, und ebenso die Klosterkirche standen offenbar leer.
Die Fabrikeinrichtung in der Mühle bestand 1852 aus folgenden Maschinen im Gesamtwert von 10.140 Gulden (fl):
| Einrichtung                                                                   | Wert in Gulden (fl) |
| ----------------------------------------------------------------------------- | ------------------- |
| dem Wasserrad samt Triebwerk mit Tambours, Riemen etc.                        | 2.000 fl            |
| 3 Schlichtmaschinen mit Garnituren à 600 fl                                   | 1.800 fl            |
| 3 Zettelmaschinen mit Garnituren, worunter eine mit eisernem Gestell à 150 fl | 450 fl              |
| 2 Spulmaschinen mit Garnituren à 150 fl                                       | 300 fl              |
| 48 eiserne mechanische Webstühle mit Garnituren à 100 fl                      | 4.800 fl            |
| 22 hölzerne mechanische Webstühle à 30 fl                                     | 660 fl              |
| 1 fest angenagelte Drehbank                                                   | 50 fl               |
| 1 ebenfalls fest an das Gebäude angebrachte Pumpmaschine                      | 30 fl               |
| einem an das Haus mit Nagel und Band fest angebrachten Regulator              | 50 fl               |

Mit Erlass vom 23. April 1858 erteilten die Behörden Blezinger die Erlaubnis, einen Dampfkessel aufzustellen. Der Dampfkessel diente zur Erzeugung von heißem Dampf, womit die Fabriksäle beheizt wurden.
Blezinger setzte den Abbruch von Klostergebäuden, welcher bereits nach 1806 eingesetzt hatte, von Georg Reichenbach weitergeführt wurde, in verstärktem Maße fort. Er ließ abbrechen: 1852 das Konventhaus (nördlich vom Kosthaus oder Krankenhaus); 1855 das Priorat, später Hausmeisterwohnung; 1856/57 den Ochsenstall, an die Zehntscheuer angebaut, und 1857 die Schmiedewerkstätte, ans untere Tor angebaut.
Nachdem die Krise von 1847/48 überstanden war, erholte sich der Absatz von Baumwollprodukten wieder. Der Krimkrieg vom 17. Oktober 1854 (Beginn der Belagerung von Sevastopol) bis zum Friedensschluss in Paris am 18. März 1856 dauerte eineinhalb Jahre. Er verursachte die sogenannte Erste Weltwirtschaftskrise. Der Preis für Rohbaumwolle erreichte in Frankreich 1860/61 eine Spitze, im Wesentlichen verursacht durch die Einschränkung des Schiffsverkehrs im Mittelmeer. In Deutschland dürfte es nicht viel anders gewesen sein; hier zogen die Großhandelspreise von 1851 bis zu ihrem Höhepunkt 1857 um 37 Prozent an.
Durch Kaufvertrag vom 14. März 1859 verkaufte Christian August Blezinger Urspring samt Fabrikeinrichtung um 24.000 Gulden an den Fabrikanten Louis Gans von St. Gallen, bürgerlich in Offenbach am Main. Am 15. März 1859 ging das ganze Anwesen an den Käufer über.

## Ruhestand in Stuttgart
Nach dem Verkauf von Urspring ließ er sich (mit 48 Jahren) als Privatier in Stuttgart nieder und erwarb dort ein Haus in der Tübinger Straße („am Lindle“) und später in der Silberburgstraße 183. Er war Mitbegründer der Bleicherei, Färberei und Appreturanstalt Uhingen, wo später sein Sohn Karl Friedrich Aufsichtsrat wurde. Auch war er lange Jahre im Aufsichtsrat der Württembergischen Sparkasse; für seine Verdienste um diese Einrichtung wurde ihm vom König der Titel „Kommerzienrat“ verliehen.

## Familie
Christian August Blezinger heiratete in Öhringen am 20. Juni 1837 Elise Weyler, geb. Öhringen 14. Dezember 1814, Tochter des Johann Friedrich Weyler, Kaufmann in Öhringen, und dessen Ehefrau Susanna Rosina Fauß od. Faust. Blezinger starb in Stuttgart am 8. April 1894, seine Ehefrau ebenda am 25. Mai 1903. Aus der Ehe stammten die Kinder:
- Klara, geb. Ernsbach 1. April 1838, ⚭ Wilhelm Künstle, Bankier in Stuttgart, † 20. April 1837
- Maria, geb. Öhringen 3. Mai 1839, † 17. September 1842
- Karl Friedrich, genannt Fritz, geb. (Öhringen?) 25. August 1840, Kaufmann, ⚭ NN, † 31. März 1922[20]
- Agnes, geb. Ernsbach 20. Mai 1842, ⚭ 28. April 1868 Heinrich von Reibel, zuletzt Generalleutnant und Kommandeur des Landjägerkorps, † Stuttgart 14. Januar 1927
- Karl Philipp August, geb. (Öhringen?) 11. Oktober 1843, † 5. März 1888
- Maria Elise, geb. Ernsbach 2. Februar 1845, ⚭ Moritz von Rauch, Fabrikant in Heilbronn, † 26. Dezember 1913
- Gustav Adolf, Ingenieur, geb. Ernsbach 14. November 1846, ⚭ Braunfels (Lahn) 1881 Thusnelde Anna Henr. Pickhardt (1858–1934), Tochter des Hofapothekers Pickhardt in Braunfels und der Regine Hintze, † Ludwigsburg 5. April 1927[21]